# Sedução

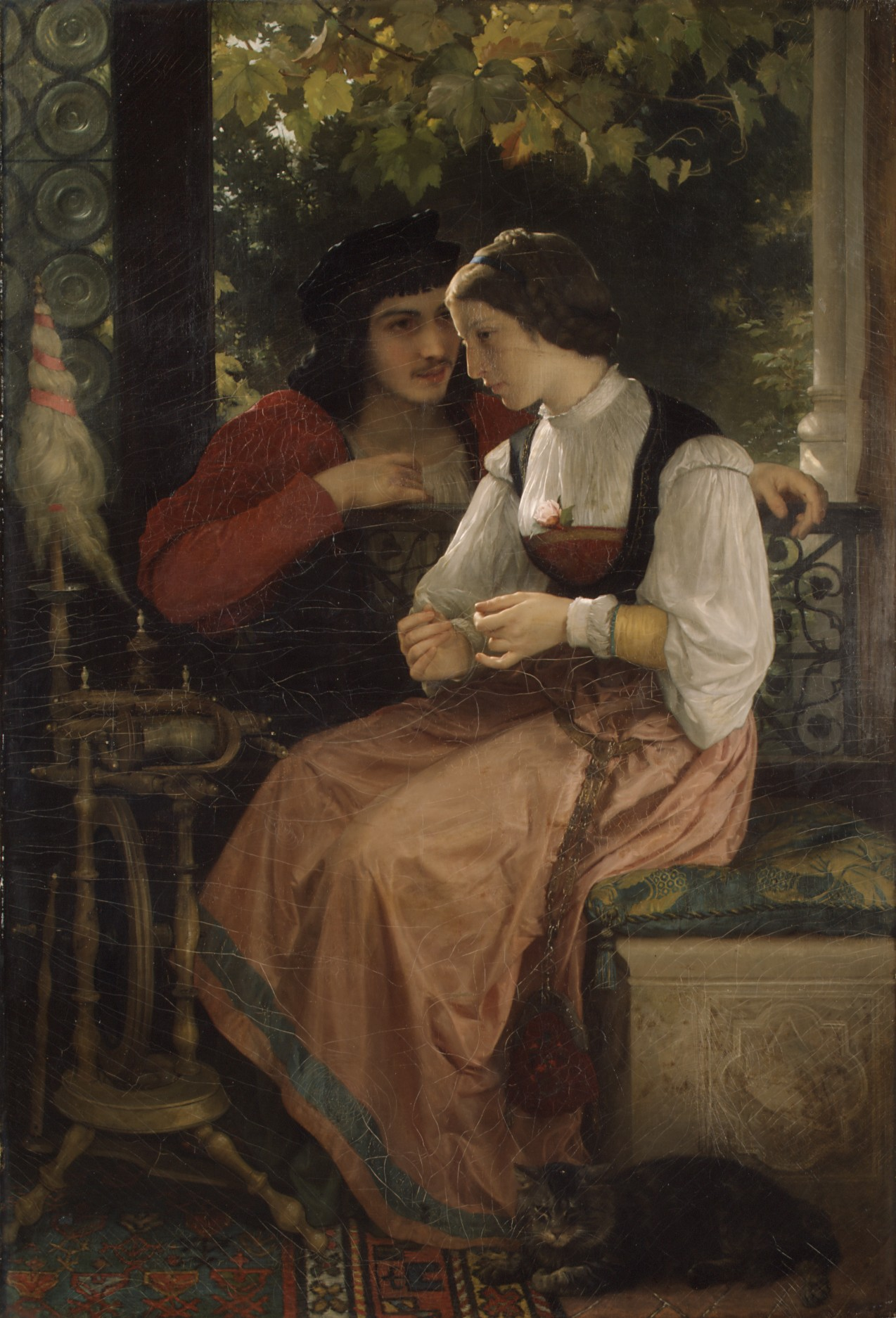
A proposta (1872), desenhado por William-Adolphe Bouguereau.

Sedução (do termo latino seductione) é o ato de seduzir ou de ser seduzido, de fascinar, encantar. Em um sentido pejorativo, é o ato de atrair para o mal. No campo do direito, é o ato de iludir uma mulher virgem e jovem com o intuito de ter relações sexuais com ela.
A sedução pode estar no terreno interpessoal ou no terreno dos objetos. Assim como as pessoas procuram, no seu dia a dia, seduzir seus interlocutores em busca de melhor vivência e de melhor qualidade de vida, também a propaganda utiliza-se muito desta arma para induzir ao consumo.
No discurso informal, o termo geralmente está relacionado a casos amorosos, envolvendo atitudes específicas para o estabelecimento de relacionamentos interpessoais, inclusive através do uso de linguagem corporal. É um processo proveniente de duas (ou mais) partes envolvidas que pode ocasionar respostas comportamentais e emotivas inesperadas, analogamente a uma reação química.
Sigmund Freud, na sua "teoria da sedução", afirmava que toda neurose surgiria a partir de um trauma psicológico ocorrido na infância. Ao mesmo tempo, começou a formular o "complexo de édipo", onde defendia que toda pessoa buscaria o prazer (representado, símbolo|simbolicamente, pela figura materna), mas seria contida pelas leis e pela moral (representados simbolicamente pela figura paterna).

## A comunidade da sedução
Existe um grupo de pessoas autointitulado comunidade da sedução que se dedica a estudar e aplicar técnicas de sedução. A comunidade alcançou grande popularidade mundial, bem como ceticismo, com a publicação do livro The Game: Penetrating the Secret Society of Pickup Artists (2005), de Neil Strauss, que descreve a comunidade.